# Yván Vásquez
Yván Enrique Vásquez Valera (Contamana, 13 de junio de 1960) es un político peruano. Fue  Presidente Regional de Loreto entre 2007 y 2014 y alcalde provincial de Maynas entre 1999 y 2002.
En el 2024 escribió el libro Loreto:geopolítica, frustraciones y opciones.

## Primeros años
Nació en Contamana, Perú, el 9 de noviembre de 1959, hijo de Mauro Vásquez Vílchez y Mercedes Valera López.
Cursó sus estudios primarios entre las ciudades de Contamana y Yurimaguas y los secundarios entre la ciudad de Contamana y la ciudad de Lima, culminándolos en el Colegio Nuestra Señora de Guadalupe.
Entre 1978 y 1995 cursó estudios superiores de Relaciones Industriales en la facultad de ciencias administrativas y relaciones industriales de la Universidad San Martín de Porres.

## Vida política
Su primera participación política se da en las elecciones generales de 1990 cuando fue candidato a diputado por el departamento de Loreto por el Movimiento Independiente Regionalista Loreto sin éxito.
Tras crear su propia agrupación política, Fuerza Loretana, postuló a la alcaldía de la provincia de Maynas en las elecciones municipales de 1998 obteniendo la elección. Tras su gestión, participó en las elecciones regionales del 2002 como candidato a la Presidencia Regional de Loreto sin éxito.
En el año 2006 participó primero en las elecciones generales como candidato a segundo vicepresidente en la plancha de Fuerza Democrática liderada por Alberto Borea Odría obteniendo sólo el 0.2% de los votos.
Luego, ese mismo año volvió a tentar su elección como presidente regional en las elecciones regionales de Loreto resultando elegido con el 40.977% de los votos. Fue reelegido en las elecciones del 2010. Perdió la en las elecciones regionales del 2014 y, el 2016, tentó su elección como congresista por Loreto.

## Gestión como presidente regional
Durante su gestión como presidente regional se llevaron a cabo una serie de conflictos sociales y escándalos que incluyen el acalorado entorno judicial en su contra que se formó por varias denuncias por presunta corrupción y otros delitos. La primera denuncia se dio el 20 de junio de 2014: el Ministerio Público del Perú pidió su detención luego que la Fiscalía Anticorrupción de Loreto encontrara pruebas de presuntos movimientos irregulares en su gestión. Luego de semanas de boom mediático en Iquitos y a nivel nacional, el Segundo Juzgado de Investigación Preparatoria de Loreto, dictó 18 meses de prisión preventiva contra Vásquez por colusión agravada en una licitación para la construcción de cuatro embarcaciones fluviales. Subsiguientemente, la Contraloría de Loreto difundió una nueva denuncia por uso irregular del canon petrolero.
El hecho causó enorme conmoción a nivel regional. Las continuas acusaciones contra Yván Vásquez ha provocado que se convierta en el presidente Regional de Loreto más controversial en la historia de esa región. Ha estado continuamente bajo controversia y ha sido fuertemente cuestionada por aparente corrupción, nepotismo y la «irregular entrega de créditos agrarios a campesinos de Loreto». El incidente causó un fuerte «clima de polarización» en Iquitos.
El 21 de diciembre de 2016 se le declaró culpable y se lo sentenció a 6 años de prisión; Vásquez se entregaría el 22 de diciembre del mismo mes. Esta sentencia fue declarada nula por la Corte Superior de Justicia en el 2017, llevándose adelante un nuevo juicio en el que, el 31 de diciembre de 2020 fue condenado nuevamente a nueve años de prisión por actos de corrupción. En el 2023 el Poder Judicial anunció que fue condenado a 12 años de pena privativa de la libertad por el delito de colusión agravada.